# Edwig Van Hooydonck
Edwig Van Hooydonck, född den 4 augusti 1966 i Ekeren, Flandern, är en belgisk före detta professionell landsvägscyklist som vann Flandern runt två gånger och Brabantse Pijl fyra gånger. Han avslutade sin karriär 1996, eftersom han inte kände sig kapabel att konkurrera med de deltagare som använde EPO.

## Meriter
1984
Vinnare  Belgiska mästerskapen i linjelopp för juniorer
1985
7:a Paris-Roubaix Amateurs
1986
Vinnare Flandern runt U23
2:a Paris-Troyes
3:a Flèche Ardennaise
5:a totalt Circuit de la Sarthe
1987
Vinnare Brabantse Pijl
2:a Grand Prix Eddy Merckx
3:a Le Samyn
5:a totalt Ronde van Nederland
Vinnare av etapp 5 (TTT)
5:a totalt Classic Brugge-De Panne
5:a Paris-Roubaix
5:a Züri Metzgete
10:a Grand Prix des Nations
10:a Nokere Koerse
1988
Vinnare  totalt Vuelta a Andalucía
Vinnare av prologen
Vinnare Grand Prix Eddy Merckx
3:a totalt Postgirot Open
4:a totalt Tour Méditerranéen
Vinnare av etapp 3
4:a Brabantse Pijl
5:a totalt Tirreno-Adriatico
8:a Firenze-Pistoia
10:a Rund um den Henninger Turm
1989
Vinnare Flandern runt
Vinnare Kuurne-Bryssel-Kuurne
Vinnare Grand Prix de Denain
2:a Grand Prix Eddy Merckx
3:a Paris-Roubaix
4:a Druivenkoers Overijse
5:a Circuit des Frontières
5:a Rund um den Henninger Turm
7:a Brabantse Pijl
8:a totalt Classic Brugge-De Panne
1990
Vinnare Dwars door België
2:a Belgiska mästerskapen i linjelopp
2:a Omloop Het Volk
3:a Paris-Roubaix
4:a Druivenkoers Overijse
7:a Brabantse Pijl
1991
Vinnare Flandern runt
Vinnare Brabantse Pijl
Vinnare Grand Prix d'Ouverture La Marseillaise
Vinnare Schaal Sels
Vinnare Grand Prix de la Libération (TTT)
3:a Omloop Het Volk
3:a Grand Prix Eddy Merckx
4:a Nationale Sluitingsprijs
5:a Züri Metzgete
9:a totalt Tour de l'Oise
9:a Liège-Bastogne-Liège
9:a Circuit des Frontières
9:a Grand Prix des Amériques
1992
Vinnare Grand Prix de Denain
Vinnare Grand Prix d'Ouverture La Marseillaise
Vinnare av etapp 6 Vuelta a España
Vinnare av etapp 3 (ITT) Étoile de Bessèges
3:a Flandern runt
4:a totalt Tour of Ireland
Vinnare av etapp 3
4:a Brabantse Pijl
6:a Belgiska mästerskapen i linjelopp
7:a Grand Prix de Wallonie
10:a Liège-Bastogne-Liège
10:a Paris-Tours
1993
Vinnare Brabantse Pijl
Vinnare av etapp 2 Tour de Romandie
Vinnare av etapp 3b (ITT) Tour de Luxembourg
2:a totalt Vuelta a Andalucía
3:a totalt Tour de l'Oise
3:a totalt Classic Brugge-De Panne
3:a Nationale Sluitingsprijs
5:a Druivenkoers Overijse
6:a Paris-Roubaix
7:a Flandern runt
8:a Grand Prix des Nations
10:a Belgiska mästerskapen i linjelopp
1994
4:a Belgiska mästerskapen i linjelopp
5:a Brabantse Pijl
8:a Tour du Haut Var
8:a Grand Prix Eddy Merckx
9:a Flandern runt
9:a Druivenkoers Overijse
1995
Vinnare Brabantse Pijl
2:a Omloop Het Volk
2:a Binche-Chimay-Binche
3:a Clásica de Almería
3:a Druivenkoers Overijse
5:a totalt Vuelta a Murcia
7:a Grand Prix Eddy Merckx
1996
2:a Brabantse Pijl
2:a Dwars door België
5:a Omloop Het Volk
9:a Trofeo Laigueglia